# Kleine Dhron
Die Kleine Dhron ist ein zusammen mit seinem längeren linken Oberlauf fast 30 km langer, orographisch linker Nebenfluss der Dhron im Hunsrück in den Landkreisen Bernkastel-Wittlich und Trier-Saarburg in Rheinland-Pfalz.
Sie ist ein Gewässer II. Ordnung von der Mündung in Papiermühle bis zum Zufluss des Thalfanger Baches in Dhronecken.

## Geographie

### Oberläufe
Die Kleine Dhron entsteht in Dhronecken aus dem Zusammenfluss des mit 7,2 km längeren und mit 23,2 km² auch einzugsgebietsreicheren linken Oberlaufs Röderbach aus dem sogenannten Singenden Tal mit dem in beiden Größen etwas kleineren rechten Oberlauf Thalfangerbach. Der Röderbach wie auch der wichtigste Quellbach Klingelbach des Thalfangerbachs entspringen beide im Idarwald, der Röderbach auf etwa 608 m ü. NHN an der Südflanke des Bromerkopfes (661,9 m ü. NHN), der Klingelbach auf nur etwa 525 m ü. NHN nördlich des Schlaukopfes (626,7 m ü. NHN).

### Verlauf
Die in Dhronecken entstandene Kleine Dhron fließt zunächst in Fortsetzung der letzten Röderbach-Richtung westlich und schlägt dann allmählich und talschlingenreich einen langen 135°-Bogen nach rechts. Dabei wird sie zwischen Büdlicherbrück und Dhrönchen, zwischen den Einmündungen von Bleschbach und Speinbach, zur Dhrontalsperre aufgestaut. Die letzten Kilometer fließt die Kleine Dhron vornehmlich nach Nordosten. Beim Weiler Papiermühle mündet sie auf 151 m ü. NHN linksseitig in die Dhron, deren mit weitem Abstand größter Zufluss sie ist.
Nach seinem mit dem Röderbach zusammen 29,5 km langen Weg mündet das Flüsschen etwa 457 Höhenmeter unterhalb von dessen Oberlauf-Quelle, was einem mittleren Sohlgefälle von über 15 ‰ entspricht.

### Nebenflüsse
Im Folgenden werden die Zuflüsse der Kleinen Dhron aufgeführt, vom Zusammenfluss der Oberläufe an bis zur Mündung.
| Name (Lage)                 | Länge [km] | Einzugsgebiet [km²] | Lage der Mündung            | Mündungshöhe [m ü. NHN] |
| --------------------------- | ---------- | ------------------- | --------------------------- | ----------------------- |
| Röderbach (linker OL)       | 7,2        | 23,2                | in Dhronecken               | 369                     |
| Thalfangerbach (rechter OL) | 6,7        | 17,1                | in Dhronecken               | 369                     |
| Speicherbach (links)        | 5,5        | 11,0                | hinter Dhronecken           | 358                     |
| Rotbach (rechts)            | 2,3        | 1,4                 | bei der Rauschmühle         | 345                     |
| Rasbach (links)             | 4,2        | 6,2                 | bei der Rauschmühle         | 345                     |
| Bruderbach (links)          | 6,8        | 14,0                | bei Burtscheid              | 336                     |
| Wolfsbach (rechts)          | 3,0        | 3,7                 | hinter Burtscheid           | 328                     |
| Mühlenbach (rechts)         | 4,4        | 6,6                 | bei der Waldmühle           | 290                     |
| Krennerichbach (links)      | 3,7        | 5,9                 | hinter der Waldmühle        | 290                     |
| Goerzbach (links)           |            |                     | bei Schönberg               | 260                     |
| Friedenbach (links)         | 2,7        | 2,5                 | hinter der Bescheider Mühle | 253                     |
| Spiesbach (links)           |            |                     | bei der Steinesmühle        | 248                     |
| Schastebach (links)         | 2,6        | 2,4                 | bei der Steinesmühle        | 245                     |
| Mordbach (links)            | 3,7        | 5,0                 | bei der Schneidemühle       | 242                     |
| Nothscheiderbach (rechts)   | 4,7        | 4,7                 | bei der Schneidemühle       | 242                     |
| Büdlicherbach (rechts)      | 4,7        | 6,5                 | bei der Bohnsmühle          | 241                     |
| Bleschbach (links)          | 0,8        | 1,5                 | bei der Bohnsmühle          | 239                     |
| Speinbach (rechts)          | 2,2        | 1,7                 | hinter Im Dhrönchen         | 176                     |
| Kohlbach (rechts)           | 1,0        | 0,9                 | vor Papiermühle             | 158                     |

## Gewässerzustand
Die Kleine Dhron zählt  abschnittsweise zu den grobmaterialreichen, silikatischen Mittelgebirgsbächen (Typ 5).  Sie wird teils als silikatischer, fein- bis grobmaterialreicher Mittelgebirgsfluss (Typ 9) eingestuft. Die Gewässerstrukturgüte wird überwiegend mit mäßig bis stark verändert angegeben. Kurze Abschnitte, vor allem im Oberlauf, sind auch als gering angegeben. Sehr stark bis vollständig veränderte Abschnitte finden sich vor allem in den Ortslagen und an der Dhrontalsperre. Von ihrer Quelle an bis zur Mündung des Thalfangerbaches wird die Gewässergüte 2005 mit unbelastet angegeben. Im weiteren Verlauf bis zur Mündung in die Dhron gilt die Kleine Dhron als gering belastet.